# Taku Ito
Taku Ito (jap. 伊藤 卓; * 8. Oktober 1993 in der Präfektur Yamaguchi) ist ein japanischer Fußballspieler.

## Karriere
Taku Ito erlernte das Fußballspielen in der Schulmannschaft der Higashi Fukuoka High School in Japan. Anfang 2014 ging er nach Deutschland. Hier spielte er bis Mitte 2014 bei den Sportfreunden Düren. Der Verein aus Düren spielte in der Landesliga. Im Juli 2014 wechselte er zu Alemannia Aachen. Mit dem Verein aus Aachen spielte in der vierten Liga, der Regional West. Für den Regionalligisten absolvierte er 25 Viertligaspiele. Die zweite Mannschaft von Aachen spielte in der Mittelrheinliga, der fünften Liga. Hier kam er 17-mal zum Einsatz. Im Juli 2016 wechselte er in sein Heimatland. Hier schloss er sich Vonds Ichihara aus Ichihara an. Der Klub trat in der Kantō Soccer League an. Nach sechs Monaten zog es ihn nach Thailand. Hier unterschrieb er einen Vertrag beim JL Chiangmai United FC. Der Verein aus Chiangmai spielte in der vierten Liga, der Thai League 4. Chiangmai spielte in der Northern Region. Ende 2017 wurde er mit Chiangmai Meister der Region und stieg anschließend in die dritte Liga auf. Auch hier feierte er am Ende der Saison die Meisterschaft und den Aufstieg in die zweite Liga. Nach dem Aufstieg verließ er Chiangmai und wechselte zum Viertligisten Uttaradit FC nach Uttaradit. Uttaradit trat ebenfalls in der Northern Region an. Auch hier wurde er am Ende der Saison Meister der Region. Anfang 2020 verpflichtete ihn der Viertligist Phitsanulok FC. Phitsanulok trat ebenfalls in der Northern Region an. Nach zwei Spieltagen wurde der Ligabetrieb wegen der COVID-19-Pandemie unterbrochen. Während der Unterbrechung entschied der Verband, dass man nach Wiederaufnahme des Spielbetriebes die Thai League 4 und die Thai League 3 zusammenlegt. Die dritte Liga spielte ab September 2020 in sechs Regionen. Die vierte Liga wurde eingestellt. Phitsanulok trat auch hier in der Northern Region an. Nach zehn Drittligaspielen wechselte er Ende Dezember 2020 zum Zweitligisten Phrae United FC nach Phrae. Sein Zweitligadebüt gab Ito am 27. Dezember 2020 im Auswärtsspiel beim Khon Kaen FC. Hier stand er in der Startelf und spielte die kompletten 90 Minuten. Nach insgesamt 78 Zweitligaspielen, in denen er 18 Tore erzielte, wechselte er im Juni 2023 nach Nakhon Pathom zum Erstligaaufsteiger Nakhon Pathom United FC. Am Ende der Saison 2024/25 belegte er mit Nakhon Pathom den vorletzten Tabellenplatz und musste somit in die zweite Liga absteigen. Nach insgesamt 49 Ligaspielen, in denen er zwölf Treffer erzielte, wurde sein Vertrag im Sommer 2025 nicht verlängert. Anfang Juli 2025 nahm ihn sein ehemaliger Verein Phrae United wieder unter Vertrag.

## Erfolge
JL Chiangmai United FC
- Thai League 4 – North: 2017  ▲
- Thaileague 3 – Upper: 2018  ▲

Uttaradit FC
- Thai League 4 – North: 2019